# 張晉
张晋（1974年5月19日—），男，重慶人，演員和武術指導，曾是中国国家武英级运动员，2000年開始进入中国大陸娱乐圈拍摄多部影视作品及担任武术指导职位。妻子為香港演員蔡少芬。

## 生平

### 习武经历
张晋生於重慶，9岁习武，11岁进入四川省武術队，曾是国家武英級武術運動員，先后取得全国武术比赛陈式太极拳和太极剑冠军和枪术、剑术冠军及八卦掌、醉剑、对练亚军，在第七、八届全国运动会上获得金牌和银牌。

### 演藝事业
退役後，1998年，張晉加入导演袁和平的“袁家班”做替身和武术指导。2000年从幕后走向台前，拍摄多部影视作品及担任武术指导职位。
2014年，张晋以王家卫電影《一代宗師》中的「馬三」一角獲得香港電影金像獎最佳男配角，2016年又以《杀破狼2》中「高晉」一角以及《葉問3》中「張天志」一角提名第35屆香港電影金像獎最佳男配角。2017年11月，他接受訪問時表示《狂獸》是從影以來最辛苦一次，從頭到尾都花很大體力，尤其是不擅長潛水的他，要在水底中對打。之前跟太太旅行也不敢潛水，但今次要面對了，上完潛水堂後就覺得更難，拍攝前兩、三日也睡得不好，開始擔心自己應付不到。

### 家庭
2008年1月12日与香港女演员蔡少芬结婚，兩人是在拍攝電視劇《水月洞天》時結識。他在跟蔡少芬正式地約會之前信奉了基督新教，接受了洗禮，成為了一名基督新教徒。2011年，張晉的長女出生。
2013年，張晉的二女兒出生。2019年6月28日，張晉與蔡少芬拍片上載微博公布第三度懷孕，同年兒子出生。
2020年9月6日，張晉與妻子蔡少芬參加節目《妻子的浪漫旅行》，於節目上透露第一次在蘇州相遇時，看着蔡少芬煮麵的樣子就想讓她做女朋友。。

## 演出作品

### 電視劇
| 年代   | 劇名                 | 角色   | 備註     |
| 1999年 | 新少林寺             |        | 替身     |
| 1999年 | 小李飞刀             |        | 替身     |
| 2000年 | 武林外史             | 驴蛋   |          |
| 2002年 | 萧十一郎             | 雪鹰   |          |
| 2003年 | 幻影天使之熊猫知道   | 吴凯   |          |
| 2003年 | 水月洞天             | 童心   |          |
| 2003年 | 灵镜传奇             | 童心   |          |
| 2004年 | 上海滩之侠医传奇     | 于俊浩 |          |
| 2005年 | 泪痕剑               | 杨坚   |          |
| 2005年 | 追踪                 | 鲁卫东 |          |
| 2006年 | 把酒问青天／傲剑江湖 | 冷清   |          |
| 2006年 | 大明天下             | 武二进 |          |
| 2007年 | 梁山伯与祝英台       |        | 动作导演 |
| 2007年 | 温州人在巴黎         | 陆子昊 |          |
| 2009年 | 红七军               | 祝耀武 |          |
| 2011年 | 南少林荡倭英豪       | 林展浩 |          |

### 電影
| 年代   | 劇名                             | 角色       | 備註     |
| 2000年 | 致命密函／中华丈夫               | 周孝彦     |          |
| 2000年 | 臥虎藏龍                         |            | 替身     |
| 2001年 | 英雄                             |            | 替身     |
| 2002年 | 浪迹天涯                         |            | 武术指导 |
| 2002年 | 夺宝英雄／极地皇陵               | 李军       |          |
| 2003年 | 神探俏嬌娃2：指環密令            |            | 武术指导 |
| 2003年 | 夜魔侠                           |            | 武术指导 |
| 2004年 | 无敌英雄                         | 林振声     |          |
| 2005年 | 功夫無敵／天生打手               | 十四郎     |          |
| 2006年 | 天极                             | 赵俊       |          |
| 2007年 | 武术之少年行                     | 郭楠       | 友情客串 |
| 2009年 | 流浪漢世界盃／影音使團           | 林世榮     |          |
| 2010年 | 爱情维修站                       | 杨卓       |          |
| 2012年 | 懸紅                             | 葉安       |          |
| 2013年 | 一代宗师                         | 馬三       |          |
| 2013年 | 非常幸運                         | Thomas     |          |
| 2014年 | 賭城風雲                         | 鬼眼       |          |
| 2014年 | 黃飛鴻之英雄有夢                 | 北海幫少主 | 主演     |
| 2015年 | 殺破狼2                          | 高晉       | 領銜主演 |
| 2015年 | 葉問3                            | 張天志     | 領銜主演 |
| 2017年 | 毒。誡                           | 小貓       | 特別演出 |
| 2017年 | 狂獸                             | 張浩東     | 領銜主演 |
| 2018年 | 悍戰太平洋2：起義時空            | 泉元帥     |          |
| 2018年 | 葉問外傳：張天志                 | 張天志     | 領銜主演 |
| 2018年 | 榮譽至上之精武大英雄（網絡電影） | 唐傲       |          |
| 2019年 | 亂世護寶（網絡電影）             | 唐傲       |          |
| 2019年 | 九龍不敗                         | 九龍       | 領銜主演 |
| 2019年 | 鋼鐵墳墓3                        | 羅沈       |          |
| 2022年 | 狼群                             | 老關       | 領銜主演 |
| 2024年 | 陌路狂刀                         | 田安鄴     |          |
| 2025年 | 命懸一槍（網絡電影）             | 彭一男     |          |
| 待上映 | 十吨刺客                         |            |          |
| 待上映 | 一閃一閃亮晶晶                   | 陽笑       | 領銜主演 |

### 音樂劇
| 年代   | 劇名     | 角色       |
| 2010年 | 真爱不老 | 邹帆Herman |

### 綜藝節目
- 2015年 《爲她而戰》
- 2019年 《我最愛的女人們》
- 2020年 《妻子的浪漫旅行》第四季
- 2021年《披荆斩棘的哥哥》
- 2021年《我们的滚烫人生》

## 音乐
- 2007年 演唱《温州人在巴黎》主题曲
- 2007年 录制基督教会的诗歌（粤语）

1. 《耶和华是我的分》
2. 《等候必从新得力》（与香港歌手郑瑞芬合唱）

- 2008年 拍摄音乐特辑《蓝儿本色》（王祖蓝）
- 2008年 为“飘柔（垂坠顺滑）洗发水”（罗志祥版）配唱广告歌曲
- 2009年 为“飘柔洗发水”（周渝民版）配唱广告歌曲
- 2013年 發表單曲《東西》 [9][10]

## 獎項
| 年份   | 頒獎/機構                    | 獎項         | 影片         | 角色   | 結果 |
| ------ | ---------------------------- | ------------ | ------------ | ------ | ---- |
| 2014年 | 第33屆香港電影金像獎         | 最佳男配角   | 《一代宗師》 | 馬三   | 獲獎 |
| 2014年 | 第32屆大眾電影百花獎         | 最佳男配角   | 《一代宗師》 | 馬三   | 提名 |
| 2014年 | 第14屆華語電影傳媒大獎       | 最佳男配角   | 《一代宗師》 | 馬三   | 提名 |
| 2014年 | 第14屆華語電影傳媒大獎       | 最受矚目表現 | 《一代宗師》 | 馬三   | 提名 |
| 2016年 | 第20屆華鼎獎                 | 最佳男配角   | 《殺破狼II》 | 高晉   | 獲獎 |
| 2016年 | 第35屆香港電影金像獎         | 最佳男配角   | 《殺破狼II》 | 高晉   | 提名 |
| 2016年 | 第35屆香港電影金像獎         | 最佳男配角   | 《葉問3》    | 張天志 | 提名 |
| 2016年 | 第10屆亞洲電影大獎           | 最佳男配角   | 《葉問3》    | 張天志 | 提名 |
| 2017年 | 第一屆馬來西亞國際電影人年展 | 最佳男配角   | 《毒。誡》   | 貓仔   | 提名 |

## 外部連結
- 張晉在香港影庫上的簡介
- 張晉在互联网电影资料库（IMDb）上的資料（英文）（英文）
- 張晉的新浪微博
- 張晉的新浪博客